# Фране Матошић
Фране Матошић (Сплит, 25. новембар 1918. — Сплит. 29. октобар 2007) је био југословенски фудбалски репрезентативац и фудбалски тренер.

## Спортска биографија
За Хајдук је играо непуних 17 сезона. Први пут је заиграо за Хајдук 1935. године, са непуних 17 година. Први наступ је обележио хет-триком. Играо је на позицији навалног играча и био је Хајдуков голгетер свих времена. У одиграних 739 утакмица постигао је 729 голова. Са Хајдуком је освојио 4 државна првенства 1941, 1950, 1952. и 1955.
У периоду 1939/40, док је служио обвезни војни рок у Београду, играо је за београдски БСК У току Другог светског рата једну сезону играо је за италијанску Болоњу.
Играо је за Фудбалску репрезентацију Југославије 16 пута и постигао је 6 голова. Са репрезентацијом је играо на Олимпијским играма у Лондону 1948. и тада је репрезентација освојила бронзану медаљу. Последљи наступ имао је 1953, а своју игру је обележио поготком.
После престанка активног играња посветио се тренерском послу. Био је Хајдуков тренер два сезоне 1955/57. и 1956/57. Као тренер радио је и у Тунису.
Млађи је брат Јозе Матошића, такође велике фудбалске звезде.

### Голови за репрезентацију Југославије
| #  | Датум               | Место    | Противник    | Резултат | Такмичење                                |
| -- | ------------------- | -------- | ------------ | -------- | ---------------------------------------- |
| 1. | 8. мај 1938.        | Букурешт | Румунија     | 1:0      | Куп пријатељских земаља                  |
| 2. | 29. мај 1938.       | Брисел   | Белгија      | 2:2      | Пријатељска                              |
| 3. | 29. септембар 1946. | Београд  | Чехословачка | 4:2      | Пријатељска                              |
| 4. | 29. септембар 1946. | Београд  | Чехословачка | 4:2      | Пријатељска                              |
| 5. | 7. октобар 1946.    | Тирана   | Албанија     | 3:2      | Балкански куп                            |
| 6. | 9. мај 1953.        | Београд  | Грчка        | 1:0      | Квалификације за Светско првенство 1954. |